# Jean-Baptiste Jules Trayer
Jean-Baptiste Jules Trayer, né le 20 août 1824 à Paris, et mort dans la même ville le 1er janvier 1909, est un peintre français.

## Biographie
Jean-Baptiste Jules Trayer est le fils du peintre paysagiste Joseph Jean Trayer,. Sa mère était Geneviève Françoise Barrois. Il s'est marié le 30 août 1851 à Paris avec Zulime Neuhaus dit Maisonneuve (1832-1861).
Il est l'élève de son père et de Justin Lequien à l'Académie Suisse à Paris. 
Peintre de genre, il représente souvent des scènes bretonnes. C'est un observateur fidèle de la réalité et un coloriste de talent.
Il expose au Salon à partir de 1847. Il obtient une médaille de 3e classe au Salon de 1853 et à celui de 1855. Il présente également des oeuvres à la Société des amis des arts de Bordeaux de 1854 à 1875.

## Œuvres dans les collections publiques
Aux États-Unis
- Baltimore, Walters Art Museum :
  - Mère apprenant à prier à sa fille, aquarelle[5] ;
  - Femme priant dans une église, craie noire sur papier[6].

En France
- Carcassonne, musée des beaux-arts : Le Travail, huile sur toile.
- Quimper, musée des beaux-arts :
  - Marché aux chiffons dans le Finistère, 1886, huile sur toile[7],[8] ;
  - Marchande de crêpes à Quimperlé, 1866, huile sur toile[9].

## Œuvres exposées aux Salons

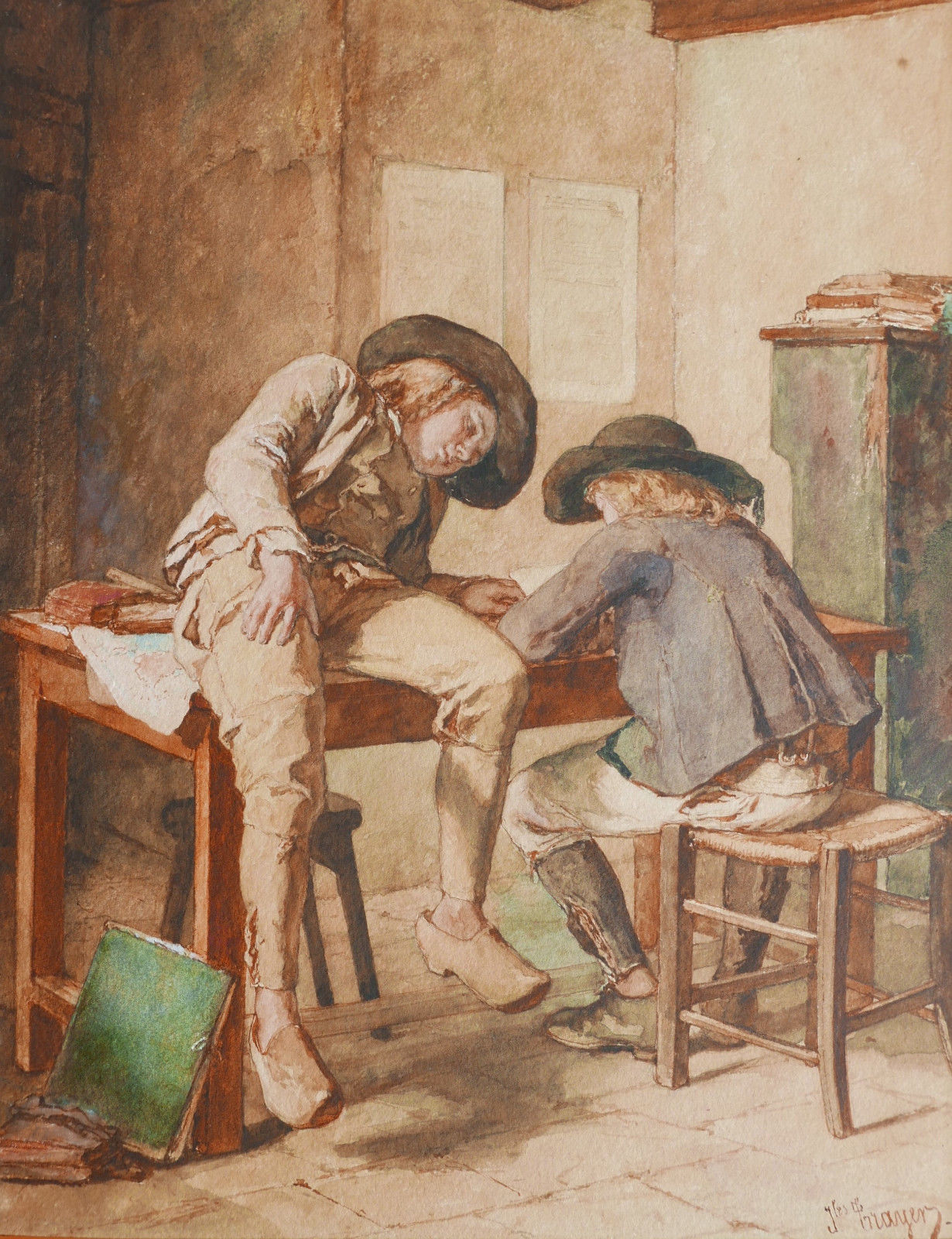
Aquarelle "Ecoliers bretons" v. 1875

- 1847 : La Dernière Grappe ; Le Panier vide.
- 1848 : Le Dernier Regard.
- 1850 : Shakespeare dans la taverne de la Couronne écoutant la lecture et la critique d'une de ses pièces.
- 1852 : Léonard de Vinci au milieu de ses élèves.
- 1853 : La Liseuse ; Jeune fille cousant ; Une Leçon de broderie.
- 1855 : Atelier de couture ; Une Mère ; le Bain de pieds ; Excès de travail.
- 1857 : Les Deux Parts ; La Retenue, élève de l'école supérieure de Quimperlé (Finistère) ; Intérieur d'un marché aux grains, jour de grand marché (Finistère).
- 1859 : La Famille, époque des vacances ; Sérénité.
- 1861 : Un Examen ; Le Point de tapisserie ; Anxiété ; La Prière.
- 1863 : Un Jardin public ; Les Premiers sourires ; La Becquée.
- 1864 : Les Cueilleuses de moules du Pollet à Dieppe.
- 1865 : Intérieur dans la Haute-Savoie ; Les Jumeaux.
- 1866 : La Gardeuse d'enfants à Quimperlé ; La Marchande de crêpes, jour de marché à Qimperlé réexposé en 1867.
- 1867 : La Réunion du Mouton-Blanc en 1866 (Molière fait la lecture du Misanthrope).
- 1868 : L'Alphabet.
- 1869 : L'École des filles de Réville (Manche) ; Les deux Sœurs, Quimperlé.
- 1870 : Une Sœur de Bon-Secours de Troyes ; Le Livre d'images.
- 1872 : Kéménéred de Pont-Aven (Finistère).
- 1873 : Le Ruban neuf (Finistère) ; Un peu de soleil (Finistère).
- 1874 : Couturières.
- 1875 : Jeune Femme et enfants, aquarelle ; Les Rubans, aquarelle.
- 1877 : Laveuses et enfants dans une cour de village ; La Difficulté.
- 1878 : Intérieur de cour.
- 1879 : Pêcheuses du Tréport (Seine-Inférieure) ; Attendant la basse mer.
- 1881 : La plus jeune de la famille, aquarelle.
- 1882 : Demi-repos.

## Galerie

Œuvres de Jean-Baptiste Jules Trayer
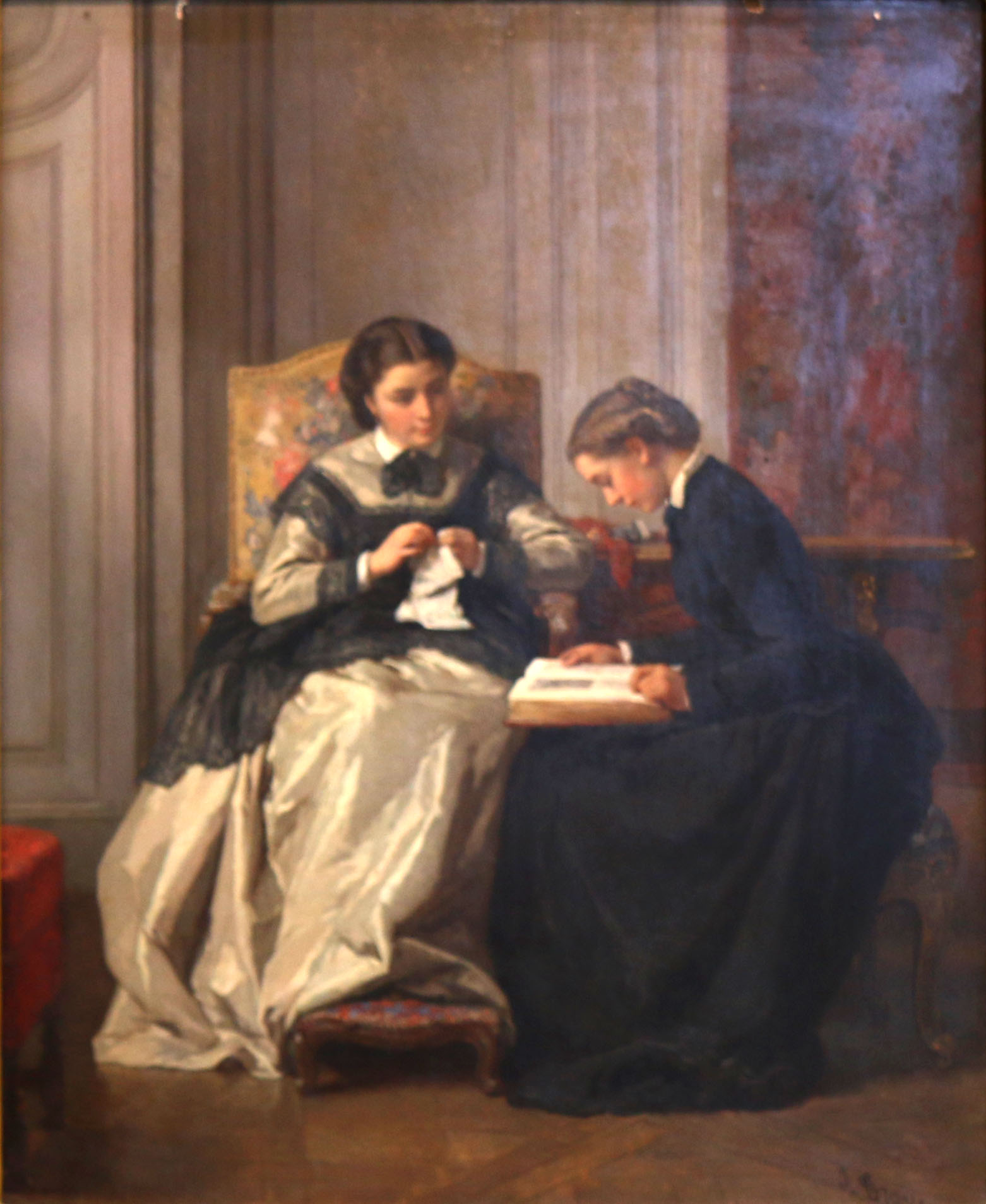
Le Travail, musée des Beaux-Arts de Carcassonne.
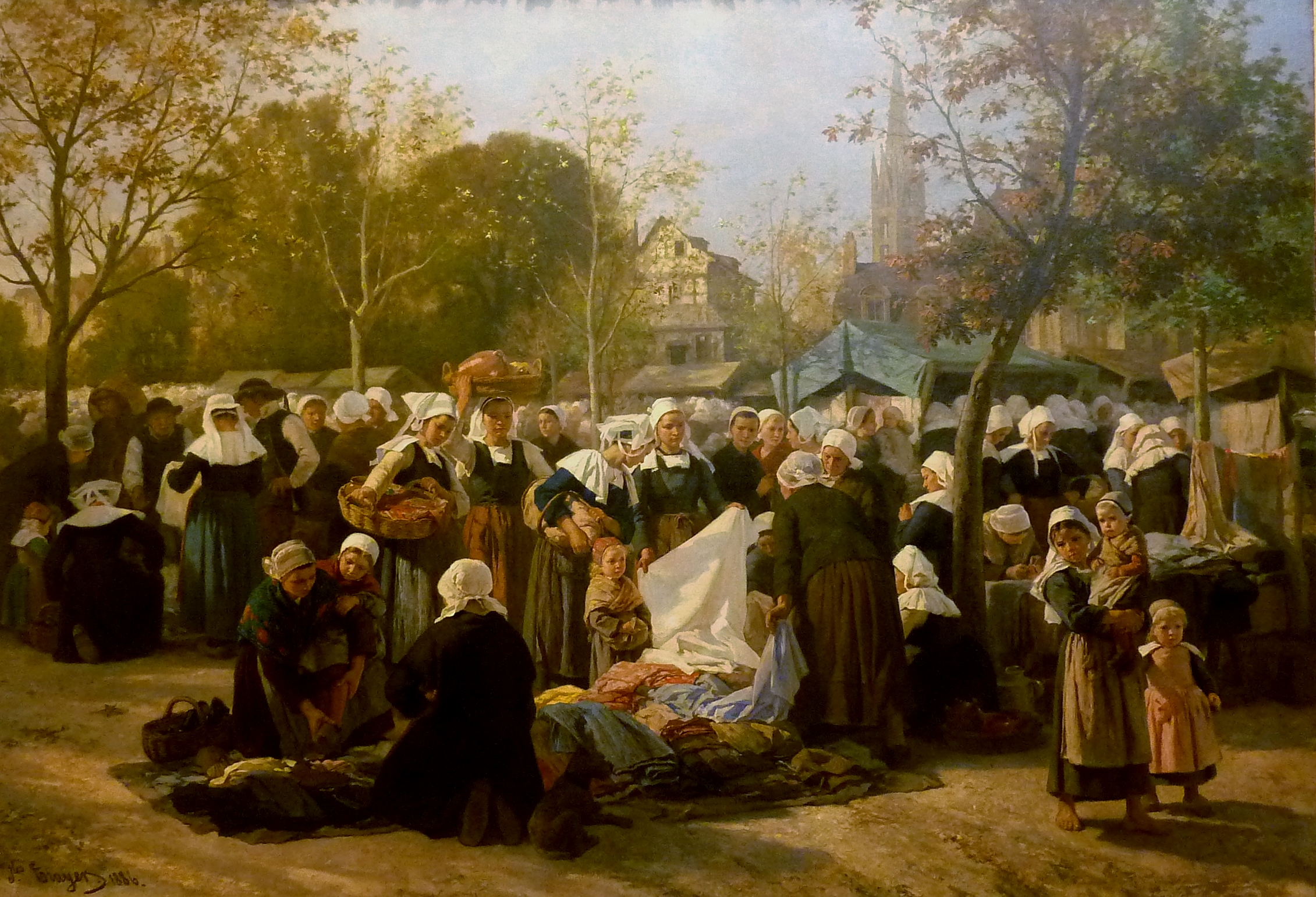
Marché aux chiffons dans le Finistère (1886), musée des Beaux-Arts de Quimper.

Œuvres attribuées à Jean-Baptiste Jules Trayer
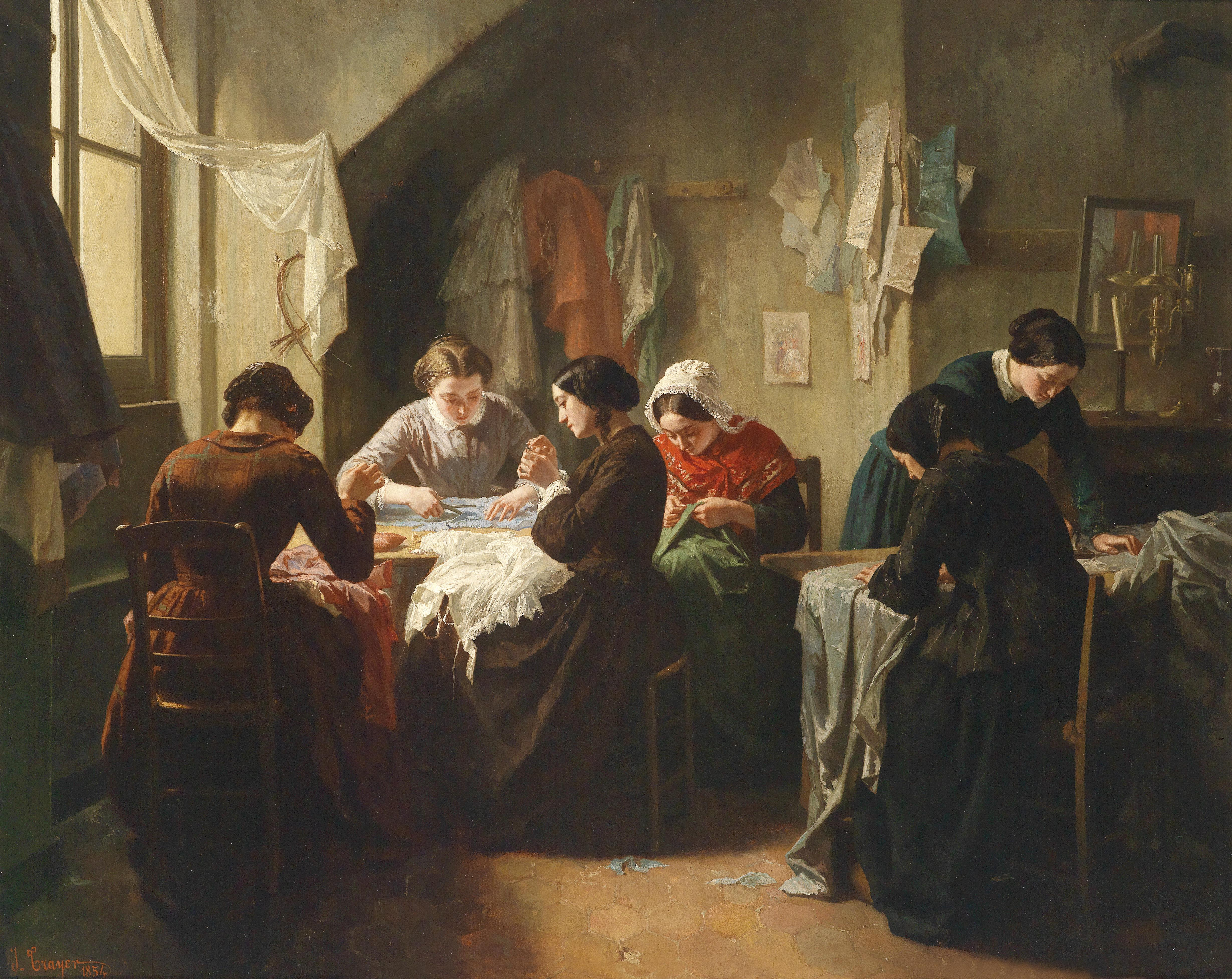
Atelier de couture ou Couturières bretonnes (1854), localisation inconnue.
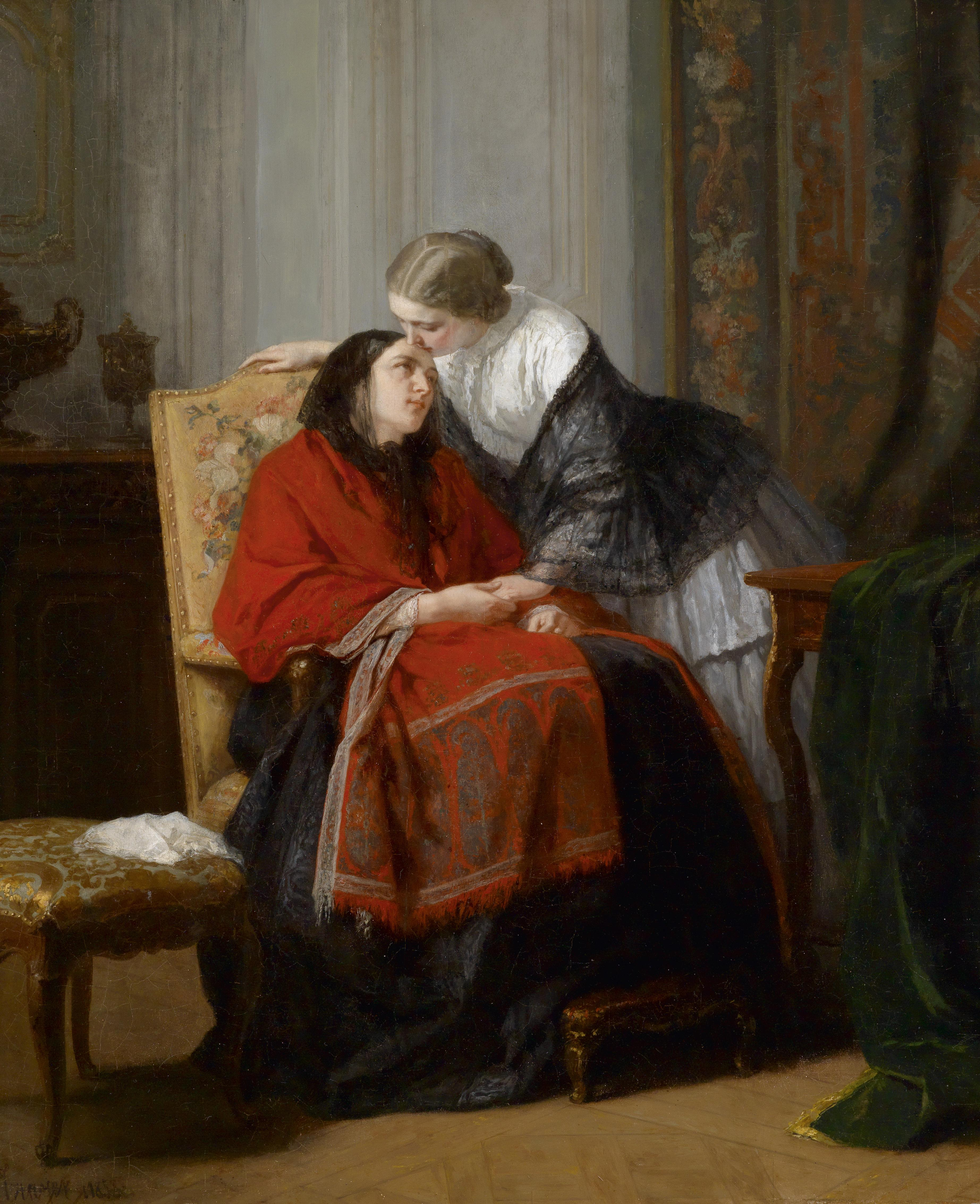
Le Baiser (1858), localisation inconnue.
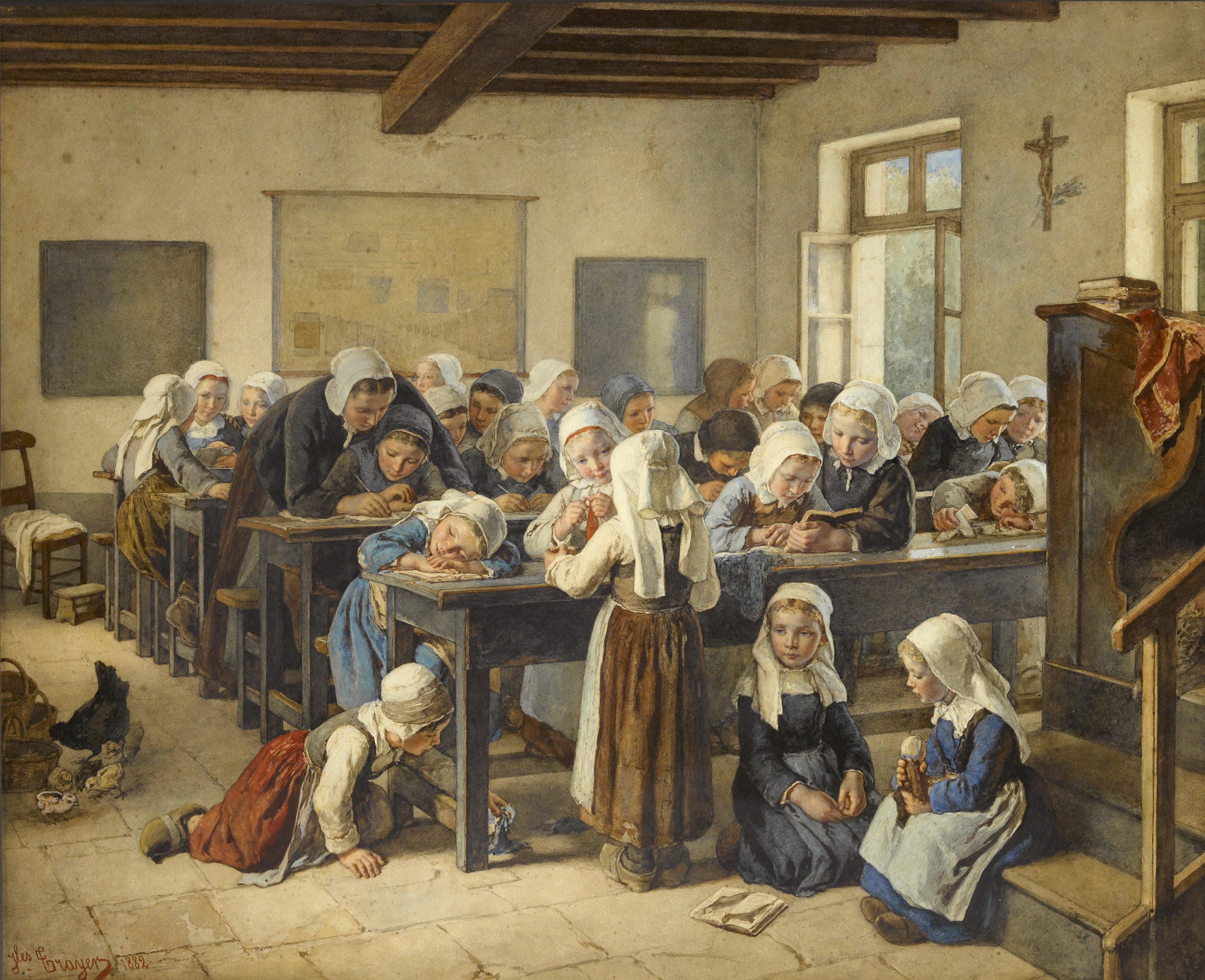
École d'enfants bretons (1882), localisation inconnue.